# Ernst Deutsch
Ernst Deutsch, född 16 september 1890 i Prag, Österrike-Ungern (nu i Tjeckien), död 22 mars 1969 i Berlin, var en, då österrikisk, skådespelare. Deutsch var i sin ungdom en framstående tennisspelare i Prag, men valde på 1910-talet banan som skådespelare. Under 1920-talet medverkade han i många tyska stumfilmer, bland annat Der Golem 1920. Likt många scenartister med judisk bakgrund lämnade Deutsch Tyskland 1933 i samband med NSDAP:s maktövertagande. Han verkade först i Europa, men valde att flytta till USA 1938 där han kort engagerades på Broadway. Under perioden som följde dök han upp i småroller i Hollywoodfilmer. 1947 återvände han till Europa och fick engagemang vid Burgtheater i Wien. Han återvände också till den europeiska filmen där han bland annat gjorde en stor biroll som baron Kurtz i Den tredje mannen 1949. På 1950-talet spelade han under många år huvudrollen i Nathan den vise på Schillertheater.

## Filmografi, urval
- 1919 – Klostret i Sendomir
- 1920 – Der Golem, wie er in die Welt kam
- 1941 – Folket utan fosterland
- 1942 – Det hände i Paris
- 1948 – Den förlorade sonen
- 1949 – Den tredje mannen
- 1958 – Sebastian Kneipp